# Норт Пол (Аљаска)
Норт Пол (енгл. North Pole) град је у америчкој савезној држави Аљаска.

## Демографија
По попису из 2010. године број становника је 2.117, што је 547 (34,8%) становника више него 2000. године.
| Група             | 2000.         | 2010.         |
| Белци             | 1.246 (79,4%) | 1.605 (75,8%) |
| Афроамериканци    | 89 (5,7%)     | 115 (5,4%)    |
| Азијати           | 41 (2,6%)     | 85 (4,0%)     |
| Хиспаноамериканци | 59 (3,8%)     | 130 (6,1%)    |
| Укупно            | 1.570         | 2.117         |